# August 2010
Portal Geschichte | Portal Biografien | Aktuelle Ereignisse | Jahreskalender | Tagesartikel

◄ |
20. Jahrhundert |
21. Jahrhundert

◄ |
1980er |
1990er |
2000er |
2010er
| 2020er | 2030er | 2040er

◄ |
2006 |
2007 |
2008 |
2009 |
2010
| 2011 | 2012 | 2013 | 2014 | ►

◄ |
Mai 2010 |
Juni 2010 |
Juli 2010 |
August 2010 |
September 2010 |
Oktober 2010 |
November 2010 |
►
Dieser Artikel behandelt tagesbezogene Nachrichten und Ereignisse im August 2010.

## Tagesgeschehen

### Sonntag, 1. August 2010

Logo der Leichtathletik-Europameisterschaften

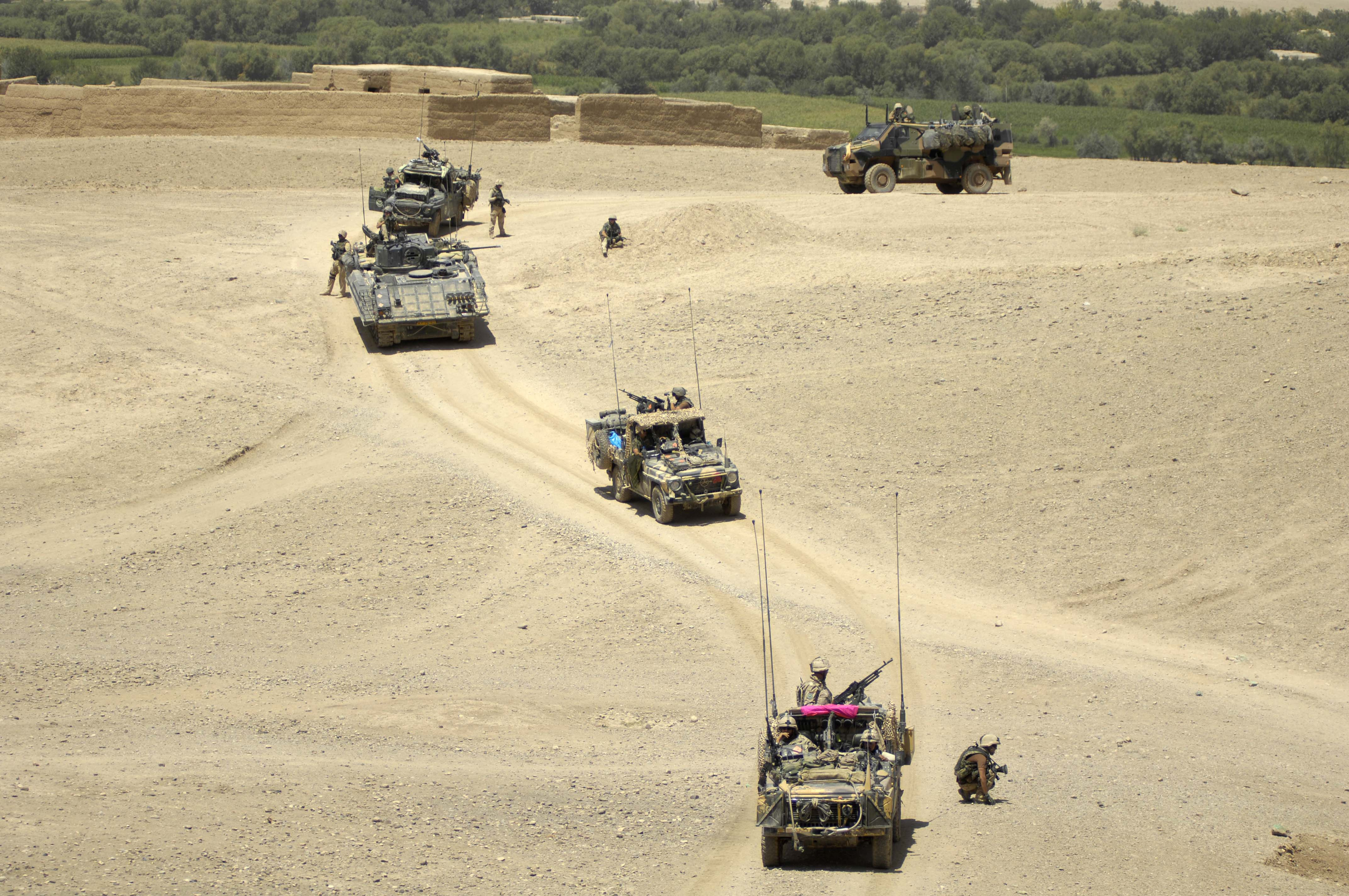
Holländische Patrouille in Afghanistan

- Barcelona/Spanien: Ende der Leichtathletik-Europameisterschaften.[1]
- Bielefeld/Deutschland: Im Finale der U-20-Fußball-Weltmeisterschaft der Frauen besiegt Deutschland Nigeria mit 2:0.[2]
- Brüssel/Belgien: Das Swift-Abkommen tritt in Kraft. Für die Vereinigten Staaten ist es ein wichtiges Instrument zur Aufdeckung von Terrorfinanzierung. Für Bürger der Europäischen Union bedeutet es, dass Terrorfahnder Einsicht in ihr Bankkonto erhalten, wenn der Verdacht auf Terrorfinanzierung besteht.[3]
- Butiaba/Uganda: Bei einem Schiffsunglück auf dem Albertsee kommen mindestens 33 Menschen ums Leben.[4]
- Islamabad/Pakistan: Bei den anhaltenden schweren Überschwemmungen im Nordwesten des Landes steigt die Zahl der Todesopfer auf mindestens 1.100 an.[5]
- Kabul/Afghanistan: Als erste westliche Armee beginnen die niederländischen Streitkräfte mit dem Abzug ihrer 1.950 ISAF-Soldaten.[6]
- München/Deutschland: In Bayern tritt das bundesweit strengste Rauchverbot in Kraft.[7]
- New York / Vereinigte Staaten: Das von 108 Staaten der Vereinten Nationen ratifizierte Gesetz zur Ächtung von Streumunition tritt in Kraft.[8]

### Montag, 2. August 2010

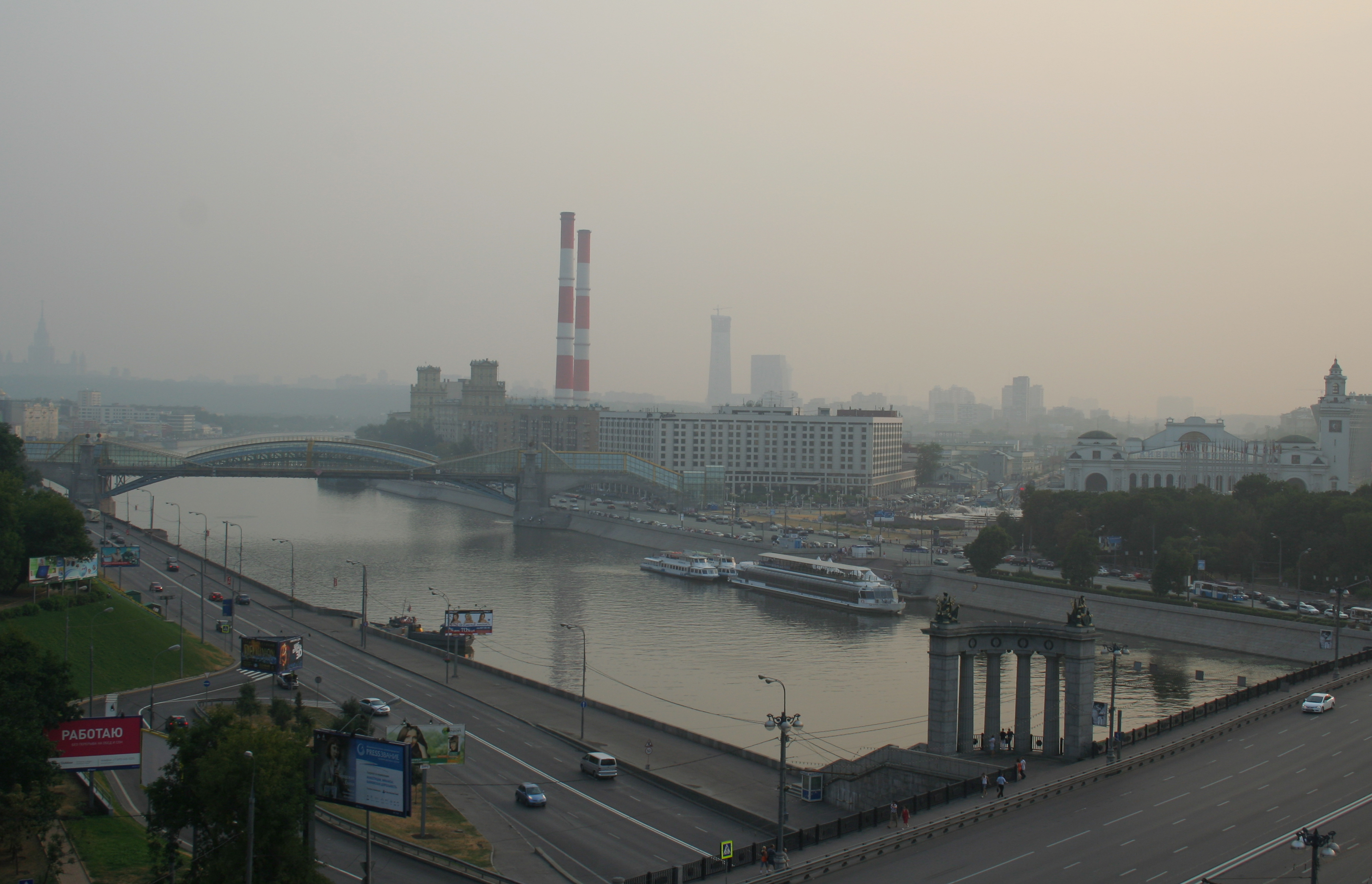
Smog über Moskau nach Waldbränden

- Igarka/Russland: Bei einem Flugzeugabsturz in Sibirien kommen elf Menschen ums Leben und vier weitere überleben.[9]
- Moskau/Russland. Wegen anhaltender Waldbrände verhängt Präsident Dmitri Medwedew den Notstand in sieben Regionen.[10]

### Dienstag, 3. August 2010
- Karatschi/Pakistan: Bei Unruhen nach dem Mord am Politiker Raza Haider von der Muttahida-Qaumi-Bewegung werden mindestens 46 Menschen getötet und mindestens 90 weitere verletzt.[11]
- Karlsruhe/Deutschland: Das Bundesverfassungsgericht erklärt in einem Grundsatzurteil den Vorrang unverheirateter Mütter gegenüber den Vätern bei Sorgerechtsfällen für verfassungswidrig.[12]
- Kut/Irak: Bei einem Doppelanschlag mit Autobomben kommen mindestens 30 Menschen ums Leben und 80 weitere werden verletzt.[13]

### Mittwoch, 4. August 2010
- Hamadan/Iran: Staatspräsident Mahmud Ahmadinedschad überlebt ein Attentat unverletzt.[14]
- Honiara/Salomonen: Bei den Parlamentswahlen erlangt die Demokratische Partei von Steve Abana die Mehrheit der Wählerstimmen.[15]
- Kirkland / Vereinigte Staaten: 40 Milliardäre erklären sich bereit, im Zuge der Kampagne The Giving Pledge mindestens 50 % ihres Vermögens zu spenden.[16]
- Nairobi/Kenia: Bei einem Referendum stimmt die Mehrheit der Wähler für die Annahme einer neuen Verfassung.[17]

### Donnerstag, 5. August 2010
- Kabul/Afghanistan: Bei zwei Anschlägen der Taliban im Osten des Landes kommen mindestens zwölf Menschen ums Leben.[18]

### Freitag, 6. August 2010
- Badachschan/Afghanistan: Zehn Mitarbeiter der Hilfsorganisation International Assistance Mission, darunter acht Ausländer, werden ermordet aufgefunden.[19]
- Bern/Schweiz: Hans-Rudolf Merz, seit 2003 Vorsteher des Eidgenössischen Finanzdepartementes, kündigt zum Oktober 2010 seinen Rücktritt aus dem Bundesrat an.[20]
- Warschau/Polen: Bronisław Komorowski wird einem Monat nach der Präsidentschaftswahl vor dem Parlament als Staatspräsident vereidigt.[21]

### Samstag, 7. August 2010
- Basra/Irak: Bei zwei Explosionen kommen mindestens 45 Menschen ums Leben und mehr als 180 weitere werden verletzt.[22]
- Bogotá/Kolumbien: Bei einem Anschlag kommen mindestens 14 Menschen ums Leben.[23]
- Bogotá/Kolumbien: Juan Manuel Santos wird vor dem Parlament als Staatspräsident vereidigt.[23]
- Peking/China: Bei Schlammlawinen infolge heftiger Regenfälle kommen im Nordwesten des Landes mindestens 96 Menschen ums Leben.[24]

### Sonntag, 8. August 2010

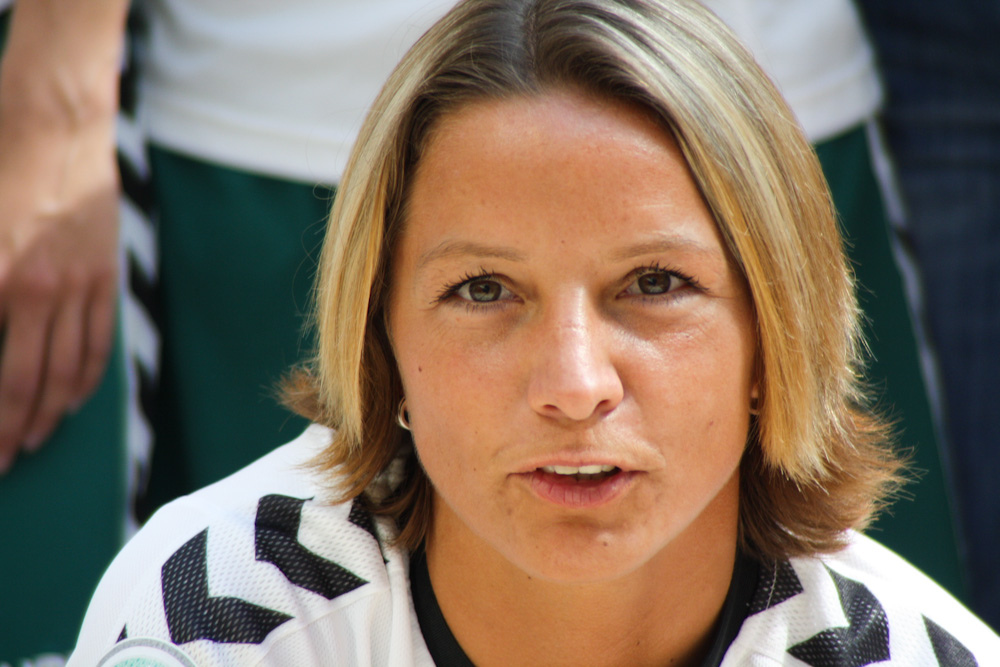
Inka Grings

- Görlitz/Deutschland: Entlang der Einzugsgebiete der Lausitzer Neiße in Sachsen, Polen und Tschechien kommt es zu schweren Überschwemmungen. Mindestens neun Personen kommen dabei ums Leben, Tausende werden evakuiert.[25]
- Leh/Indien: Bei Schlammlawinen infolge heftiger Regenfälle kommen im Norden des Landes mindestens 110 Menschen ums Leben und mehr als 375 weitere werden verletzt.[26]
- Nürnberg/Deutschland: Bei der vom Kicker-Sportmagazin und dem Verband Deutscher Sportjournalisten durchgeführten Wahl der Fußballer des Jahres siegen Arjen Robben vom FC Bayern München und Inka Grings vom FCR 2001 Duisburg.[27]

### Montag, 9. August 2010

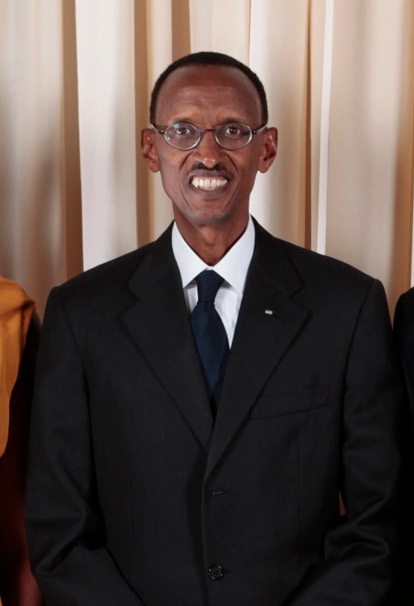
Paul Kagame

- Hamburg/Deutschland: Die Polizei schließt die auch von den Attentätern des 11. September besuchte Al-Quds-Moschee.[28]
- Kigali/Ruanda: Bei der Präsidentschaftswahl wird Paul Kagame mit einem Stimmenanteil von mehr als 93 % im Amt bestätigt, während die Opposition die Wahl als unfrei bezeichnet.[29]

### Dienstag, 10. August 2010
- Genf/Schweiz: Die Weltgesundheitsorganisation (WHO) erklärt die Schweinegrippe-Pandemie offiziell für beendet.[30]
- Mountain View / Vereinigte Staaten: Trotz anhaltender Kritik gibt der Internetkonzern Google bekannt, seinen Straßenfotodienst Street View bis Ende des Jahres auch in Deutschland starten zu wollen.[31]
- Santa Marta/Kolumbien: Präsident Juan Manuel Santos und sein venezolanischer Amtskollege Hugo Chávez vereinbaren die Wiederaufnahme der vor drei Wochen abgebrochenen diplomatischen Beziehungen zwischen beiden Ländern.[32]
- Tokio/Japan: Ministerpräsident Naoto Kan entschuldigt sich für die Kolonialherrschaft seines Landes über Korea in den Jahren zwischen 1910 und 1945.[33]

### Mittwoch, 11. August 2010
- London / Vereinigtes Königreich: Ein internationales Forscherteam berichtet im Fachmagazin Nature, dass Schnittspuren auf fossilen Tierknochen aus Dikika im äthiopischen Afar-Dreieck belegen, dass Australopithecus afarensis schon vor 3,4 Millionen Jahren, und damit weit früher als bisher angenommen, Steinwerkzeuge benutzte.[34]
- Nürnberg/Deutschland: Das Landgericht weist die Markenrechtsklage des Modelabels Thor Steinar gegen das Satireprojekt Storch Heinar ab.[35]
- Schwalmtal/Deutschland: Das italienische Unternehmen Barilla verkauft die Bäckereikette Kamps an den Finanzinvestor ECM Equity Capital.[36]

### Donnerstag, 12. August 2010
- Paramaribo/Suriname: Desi Bouterse wird vor der Nationalversammlung als Staatspräsident vereidigt.[37]

### Freitag, 13. August 2010
- Klagenfurt/Österreich: Im Zuge der Ermittlungen um die Hypo-Alpe-Adria-Bank wird der ehemalige Vorstandsvorsitzende Wolfgang Kulterer festgenommen.[38]

### Samstag, 14. August 2010

Logo der Olympischen Jugend-Sommerspiele

- Peschawar/Pakistan: Bei einem Angriff durch eine US-Drohne werden im Nordwesten des Landes mindestens 13 Menschen getötet und fünf weitere verletzt.[39]
- Santa Clara / Vereinigte Staaten: Informationen zu Plänen zur Einstellung des offenen Betriebssystems OpenSolaris dringen an die Öffentlichkeit.[40]
- Singapur/Singapur: Die ersten Olympischen Jugend-Sommerspiele werden eröffnet.

### Sonntag, 15. August 2010

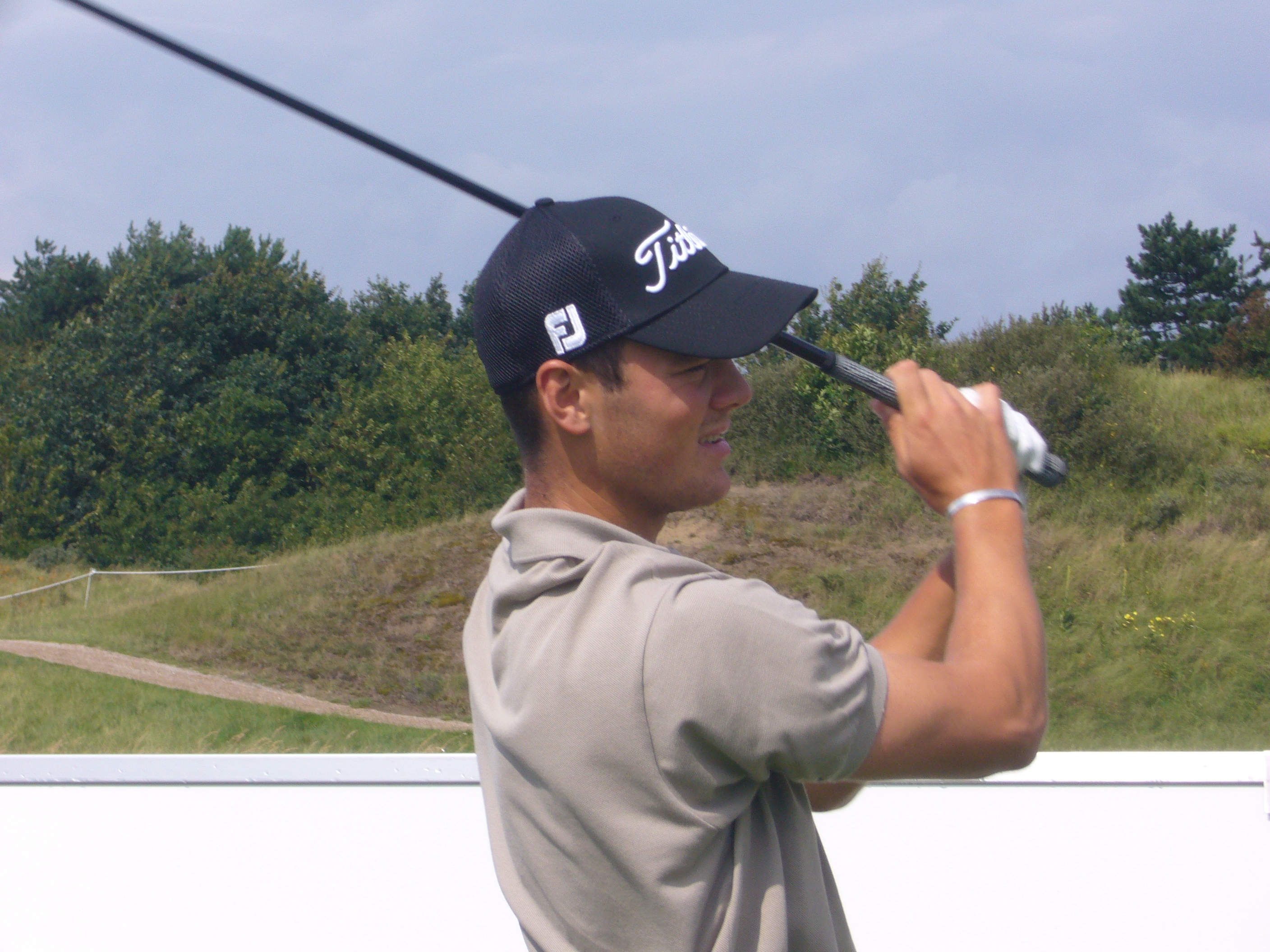
Martin Kaymer

- Kohler / Vereinigte Staaten: Der deutsche Golfer Martin Kaymer gewinnt die PGA Championship mit 72-68-67-70=277 (−11).[41]

### Montag, 16. August 2010
- Peking/China: Das Land verdrängt Japan von Platz zwei der wirtschaftsstärksten Nationen der Welt.[42]

### Dienstag, 17. August 2010
- Bagdad/Irak: Bei einem Anschlag auf eine Militäreinrichtung kommen mindestens 56 Menschen ums Leben und mehr als 129 weitere werden verletzt.[43]

### Mittwoch, 18. August 2010
- Frankfurt am Main / Deutschland: Die Bundesanstalt für Finanzdienstleistungsaufsicht verhängt wegen drohender Überschuldung ein Veräußerungs- und Zahlungsverbot gegen die noa bank und schließt sie für den Kundenverkehr.[44]
- Wien/Österreich: Eine Gesetzesnovelle ermöglicht, dass auch ehemalige Zivildienstleistende eine Ausbildung zum Exekutivbediensteten absolvieren dürfen.[45]

### Donnerstag, 19. August 2010

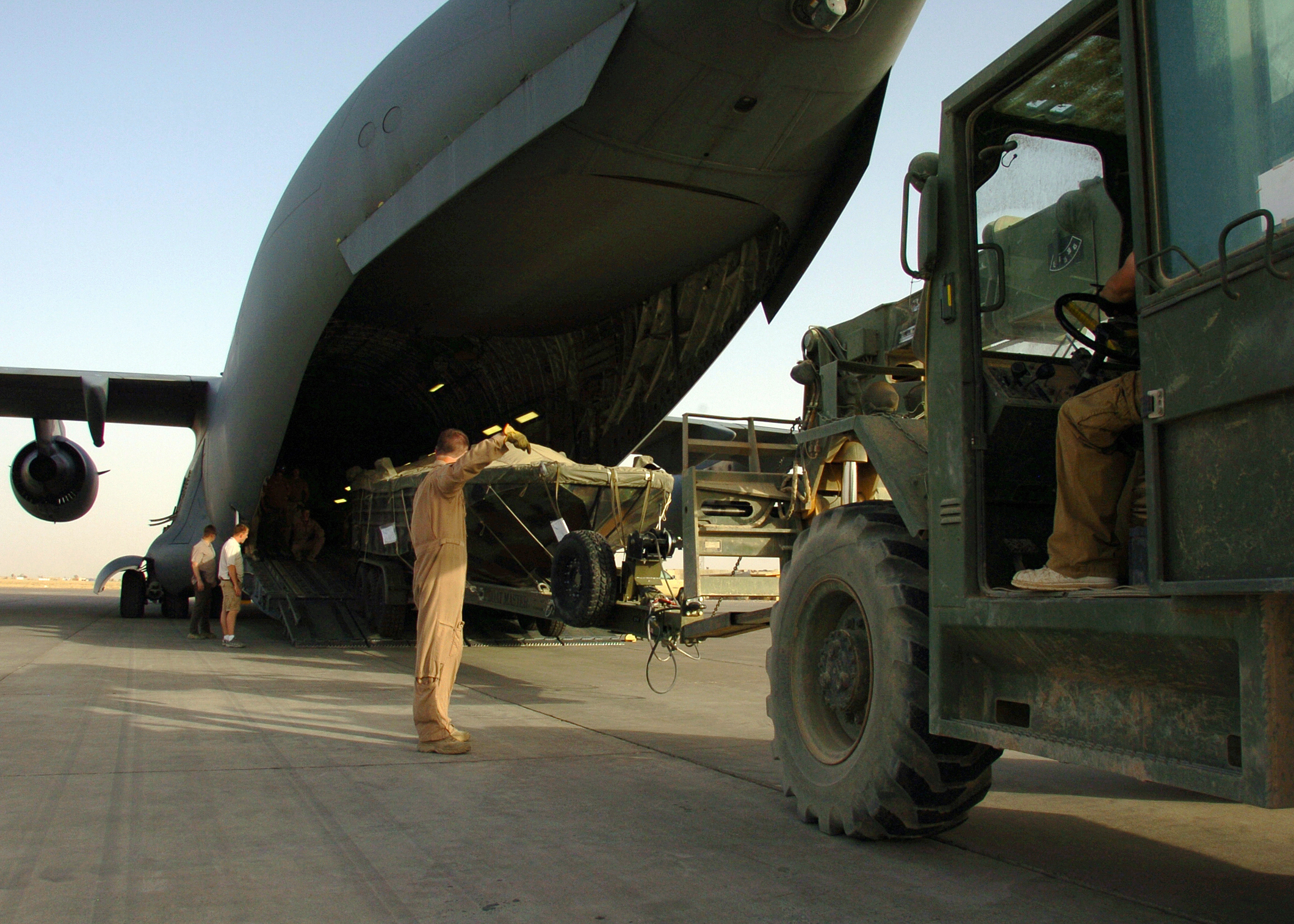
US-Militär im Irak

- Bagdad/Irak: Die Besetzung des Irak endet mit dem Abzug der letzten US-Kampftruppen aus dem Land.[46]
- Hyderabad/Indien: Elon Lindenstrauss (Israel), Ngô Bao Châu (Vietnam), Stanislaw Smirnow (Russland) und Cédric Villani (Frankreich) werden für ihre Arbeiten in der Mathematik mit der Fields-Medaille ausgezeichnet.[47]
- Paris/Frankreich: Die Behörden beginnen mit der Abschiebung von insgesamt 700 rumänischen und bulgarischen Roma.[48]

### Freitag, 20. August 2010
- Jerewan/Armenien: Präsident Sersch Sargsjan vereinbart mit seinem russischen Amtskollegen Dmitri Medwedew die Verlängerung des Nutzungsrechtes des Truppenstützpunktes an der Grenze zur Türkei bis 2044.[49]

### Samstag, 21. August 2010
- Buschehr/Iran: Trotz internationaler Kritik wird das erste Kernkraftwerk des Landes eröffnet.[50]
- Canberra/Australien: Bei der Parlamentswahl können weder die regierende Labor Party unter Premierministerin Julia Gillard noch das oppositionelle Bündnis aus Liberalen und Konservativen eine Mehrheit erreichen.[51]
- Frauenfeld/Schweiz: Das Eidgenössische Schwing- und Älplerfest beginnt.
- Kabul/Afghanistan: Bei einem Überfall von Taliban auf Bauarbeiter und anschließenden Gefechten kommen mindestens 75 Menschen ums Leben.[52]

### Sonntag, 22. August 2010

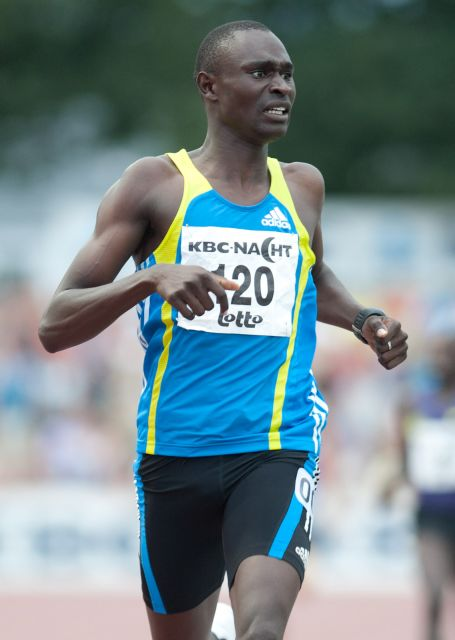
David Lekuta Rudisha

- Berlin/Deutschland: Der kenianische Mittelstreckenläufer David Lekuta Rudisha verbessert beim Internationalen Stadionfest mit einer Zeit von 1:41,09 min über 800 Meter den 13 Jahre alten Weltrekord von Wilson Kipketer um zwei Hundertstelsekunden.[53]

### Montag, 23. August 2010
- Berlin/Deutschland: Bundesverteidigungsminister Karl-Theodor zu Guttenberg kündigt die Aussetzung der Wehrpflicht und eine Verkleinerung der Bundeswehr an.[54]
- Islamabad/Pakistan: Bei zwei Bombenanschlägen im Norden des Landes kommen mindestens 24 Menschen ums Leben und mehr als 30 weitere werden verletzt.[55]

### Dienstag, 24. August 2010
- Garching/Deutschland: Die Europäische Südsternwarte gibt die Entdeckung des mit bis zu sieben Planeten bislang größten fernen Sternsystems bekannt.[56]
- Kathmandu/Nepal: Bei einem Flugzeugabsturz südlich der Hauptstadt kommen alle 14 Insassen ums Leben.[57]
- Mogadischu/Somalia: Bei dem Angriff auf das Hotel Mona werden mindestens 32 Zivilpersonen, darunter mehrere Regierungspolitiker, von Angehörigen der al-Shabaab-Milizen erschossen.[58]
- Tamaulipas/Mexiko: Auf einer Hacienda werden die Leichen von 72 Migranten aus Brasilien, Ecuador, Honduras und El Salvador entdeckt.[59]
- Yichun/China: Bei einem Flugzeugabsturz kommen mindestens 43 der 96 Personen an Bord ums Leben.[60]

### Mittwoch, 25. August 2010

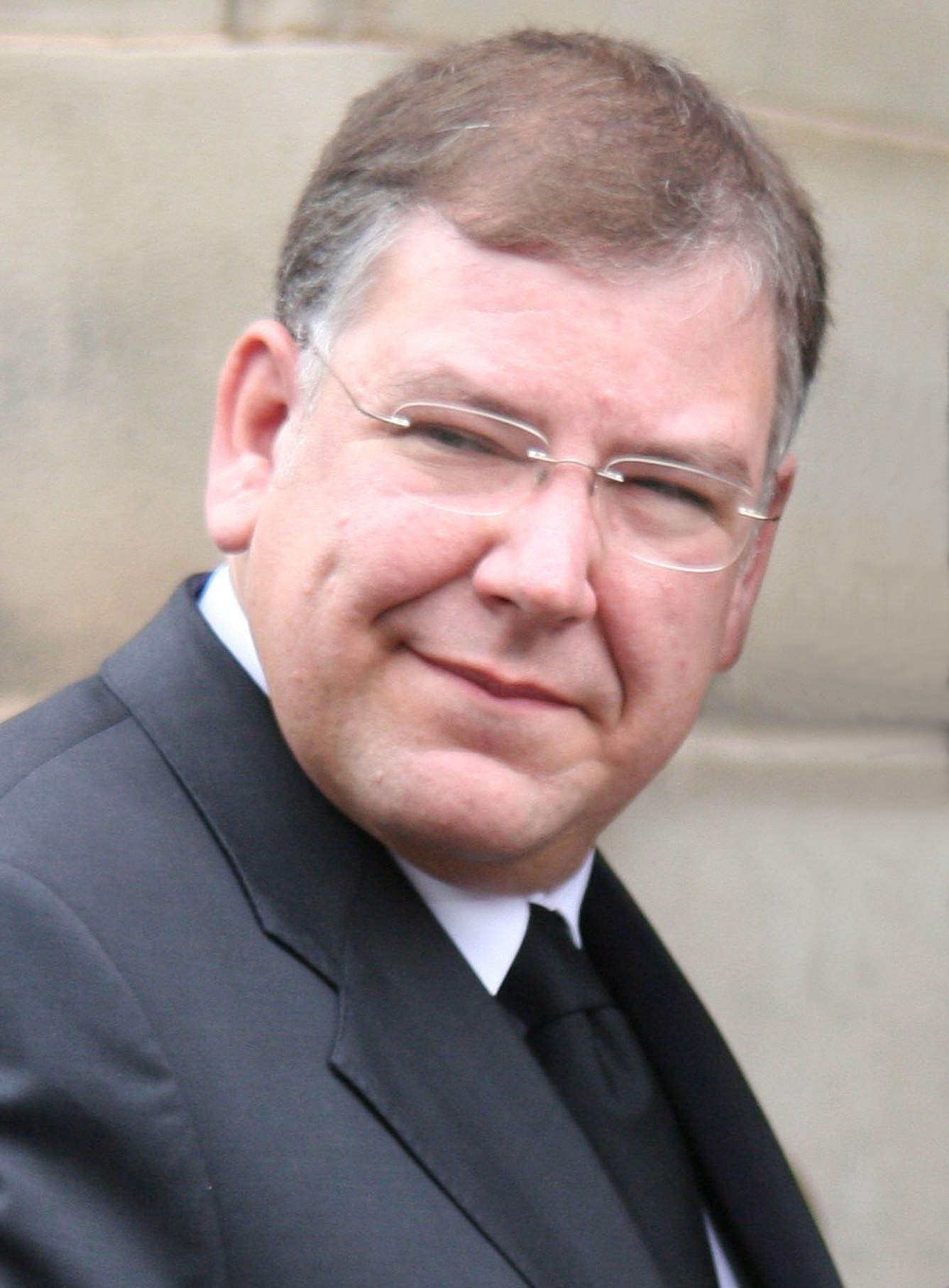
Christoph Ahlhaus

- Bagdad/Irak: Bei Bombenanschlägen in zehn Städten des Landes kommen mindestens 48 Menschen ums Leben und mehr als 250 weitere werden verletzt.[61]
- Hamburg/Deutschland: Christoph Ahlhaus (CDU) wird als Nachfolger des zurückgetretenen Ole von Beust zum Ersten Bürgermeister des Stadtstaates gewählt.[62]
- Honiara/Salomonen: Danny Philip wird vom Parlament zum Premierminister des Landes gewählt.[63]
- Osnabrück/Deutschland: Das Tief Cathleen sorgt im Raum Osnabrück, im Tecklenburger- und Münsterland für starke Überschwemmungen.

### Donnerstag, 26. August 2010
- Gündogdu/Türkei: Bei einem Erdrutsch im Nordosten des Landes kommen mindestens zwölf Menschen ums Leben und mehr als sieben weitere werden verletzt.[64]
- Singapur/Singapur: Ende der ersten Olympischen Jugend-Sommerspiele.

### Freitag, 27. August 2010
- Arktik: Bei einem Schiffsunglück im Nordpolarmeer in der Nähe von Tiksi, Russland, kommen mindestens elf Menschen ums Leben.[65]

### Samstag, 28. August 2010
- Dschalalabad/Afghanistan: Bei zwei Angriffen der Taliban auf Stützpunkte der NATO-Schutztruppe ISAF im Osten des Landes kommen mindestens 13 Menschen ums Leben.[66]

### Sonntag, 29. August 2010
- Los Angeles / Vereinigte Staaten: Bei der 62. Emmy-Verleihung werden Mad Men, Modern Family und The Pacific als beste Fernsehserien ausgezeichnet.[67]
- Moskau/Russland: Bei mehreren Gefechten zwischen Sicherheitskräften und Rebellen im Nordkaukasus kommen mindestens 40 Menschen ums Leben.[68]
- Quito/Ecuador: Bei einem Busunglück kommen mindestens 38 Menschen ums Leben und mehr als zwölf weitere werden verletzt.[69]

### Montag, 30. August 2010
- Berlin/Deutschland: Die CDU-Fraktion im Abgeordnetenhaus schließt den Islamkritiker René Stadtkewitz aus der Fraktion aus.[70]
- Copiapó/Chile: 25 Tage nach dem Grubenunglück in der Mine San José beginnt die Rettungsbohrung zur Bergung der 33 verschütteten Bergleute.[71]
- Schleswig/Deutschland: Das Landesverfassungsgericht ordnet Neuwahlen bis spätestens Herbst 2012 an.[72]

### Dienstag, 31. August 2010

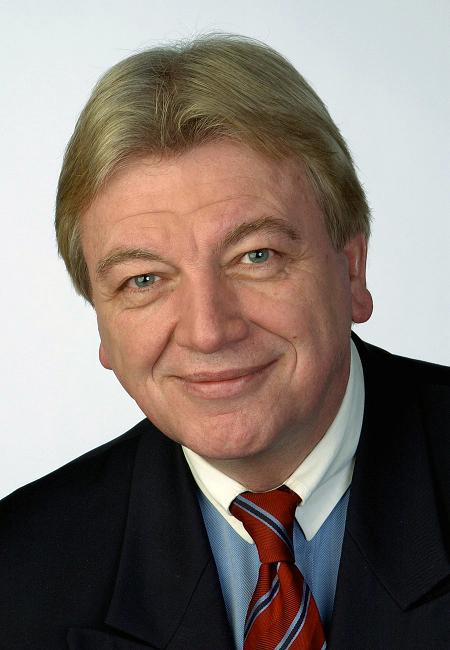
Volker Bouffier

- Peschawar/Pakistan: Bei Luftangriffen der Armee auf Taliban im Norden des Landes kommen mindestens 55 Menschen ums Leben.[73]
- Wiesbaden/Deutschland: Nach dem Rücktritt von Roland Koch (CDU) wählt der Landtag Kochs Parteikollegen Volker Bouffier zum neuen Ministerpräsidenten des Landes Hessen.[74]

## Weblinks

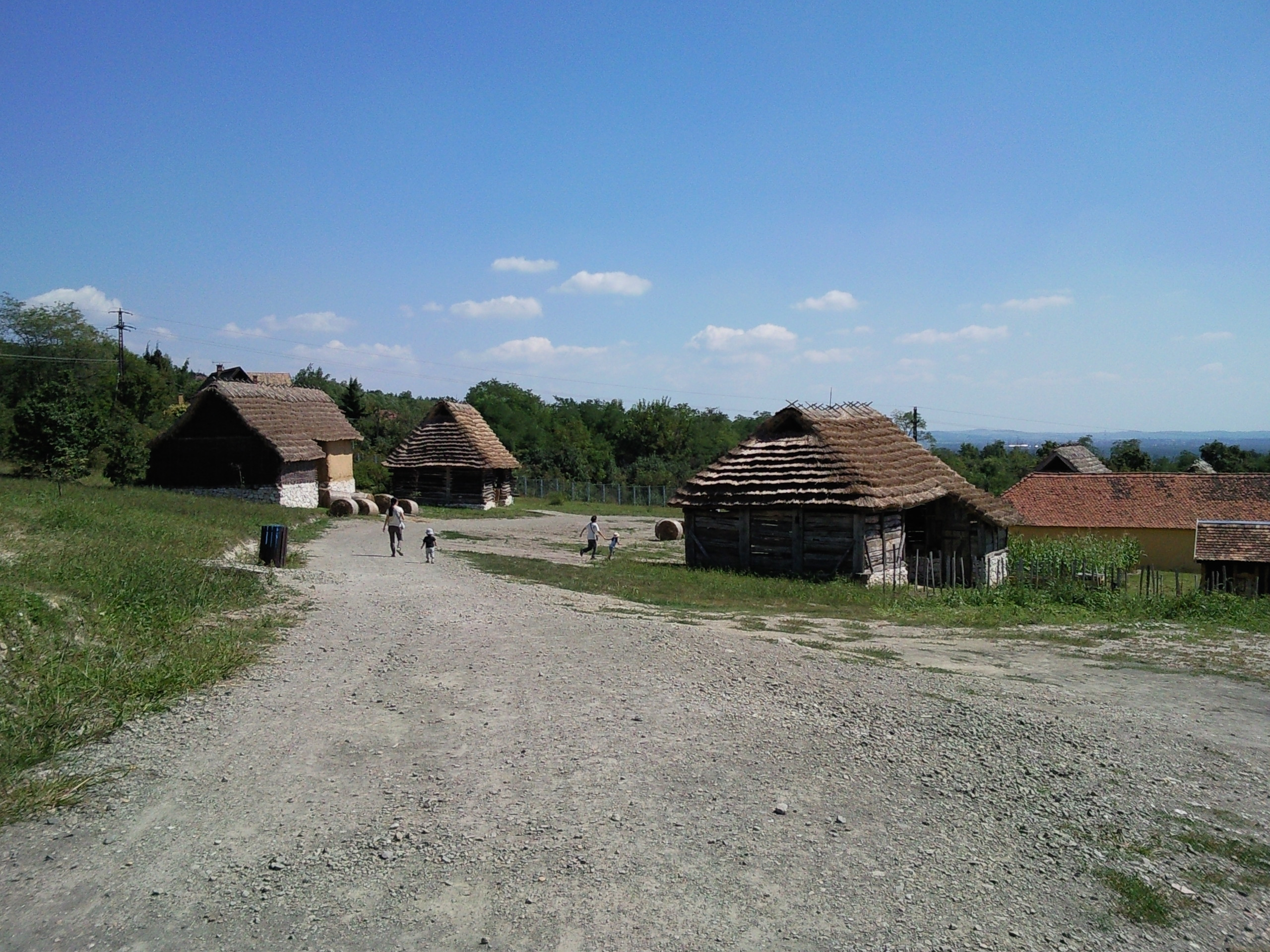
Ungarn im August 2010